# 大藤村 (静岡県)
大藤村（おおふじむら）は静岡県の西部、豊田郡・磐田郡に属していた村である。
東名高速道路磐田インターチェンジの北方、今之浦川流域にあたる。

## 地理
- 河川 ：今之浦川

## 歴史
- 1889年（明治22年）4月1日 - 町村制の施行により、大久保村、平松村掛下村出作場、藤上原村が合併して豊田郡大藤村が発足。
- 1896年（明治29年）4月1日 - 郡制の施行により所属郡が磐田郡に変更。
- 1955年（昭和30年）1月1日 - 磐田市に編入。同日大藤村廃止。